# قلعة دوك
قلعة دوك أو (قلعة داجون) هي قلعة موجودة على قمة جبل دير قرنطل المطل على مدينة أريحا، تكشف القلعة كامل مدينة أريحا والأغوار في الجانب الأردني.

## تاريخها
يعود تاريخ قلعة دوك إلى الفترة الهلنستية، وبسبب موقعها المميز بقيت مأهولة خلال الفترة الرومانية، والبيزنطية، والصليبية، والعثمانية. ترتفع 170 متر عن سطح البحر، و اكثر من 430 متر عن تل السلطان. يصعب الوصول إليها بسبب تضاريس الجبل الحادة، ووجود معكسر لجيش الاحتلال الاسرائيلي بالقرب منها وأبراج رصد تكشف كامل مدينة أريحا والأغوار من الجانب الأردني. منها اخذت بلدة الديوك اسمها. قامت حكومة روسيا القيصرية بتمويل جزء من بناءها ولكن البناء لم يكتمل لنفاذ التمويل، ولكن ما تم انجازه يعتبر معجزة صغيرة، فعملية رفع الحجارة إلى قمة الجبل كانت معجزة، ولعل ذلك تم باستخدام الحمير.
أولى هيرودس حاكم مقاطعة فلسطين الرومانية اهتمامه فيها، وأصبحت جزءًا من الحصون التي بناها ورممها لمراقبة الحدود والطرق، وأضاف لها خندق، ونظام مائي، وتشبه في بناءها حصن الهيروديوم في برية بيت لحم، وقلعة مكاور قرب مادبا في الأردن التي شيدها هيرودس.
في العصر البيزنطي أقيم في الموقع كنيسة، تظهر بعض حجارتها القديمة متناثرة، كتيجان الأعمدة، والحجارة المصنوعة من الحجر الرملي المحلي التي تعرف به أريحا. يحيط بها الآن جدار من الحجارة تعود لنهاية القرن التاسع عشر، عندما بدأت بطريركية الروم الأرثوذكس بناء دير في الموقع، شمل بناء كنيسة على شكل صليب، على أساسات الكنيسة البيزنطية، ويعتقد ان هذا البناء تسبب بطمس الآثار القديمة الهلينستية والرومانية وغيرها. إلى الجنوب من الكنيسة يوجد غرف بنيت بنظام العقود نصف البرميلية، استخدمت من قبل العمّال والحرفيين الذين بدأوا مشروع بناء الكنيسة الحديثة الذي لم يكتمل.

## تهديد بالاستيلاء
قامت مؤخراً مجموعة من موظفي وزارة التراث الإسرائيلية بوضع شمعدان الحانوكا على قلعة دوك والواقعة في المنطقة المصنفة A والتي تتبع السلطة الوطنية الفلسطينية إدارياً.